# LSWR 445 class
LSWR 445 class — тип пассажирского паровоза с осевой формулой 2-2-0, разработанного для экспресс-поездов Лондонской и Юго-Западной железной дороги инженером Уильямом Адамсом. 12 паровозов построено в 1883 году заводом Robert Stephenson and Company.
Эти паровозы являются усиленной модификацией LSWR 135 class. На дороге они получили номера 445—456, в 1908—1911 годах переведены в дубликаты добавлением нуля перед номером.
При укрупнении британских железнодорожных компаний в 1923 году паровозы перешли к Southern Railway, но в том же году первый из них был списан, в 1924 году — ещё 4, а последние 7 — в 1925 году. Ни один паровоз не сохранился.